# Reithrodontomys fulvescens
Reithrodontomys fulvescens é uma espécie de roedor da família Cricetidae.
Pode ser encontrada nos seguintes países: El Salvador, Guatemala, Honduras, México, Nicarágua e Estados Unidos da América.